# 广东肇庆中学
广东肇庆中学（英語：Guangdong Zhaoqing Middle School），简称肇庆中学、肇中，是位于中国广东省肇庆市端州区的公办完全中学，隶属于肇庆市教育局，现为广东省一级中学。
该校是肇庆市内历史最早的中学，有“西江最高学府”之称。前身为创立于明万历年间的端溪书院，1905年（光绪三十一年）因清末新政而改制为近代化中学并定名为肇庆府中学堂，中华民国建立后改为省立肇庆中学，中华人民共和国建立后定为现名并保持至今。
1964年5月、1981年6月两次被定为广东省重点中学，1994年被评为首批省一级学校，1997年被确定为首批全国现代教育技术实验学校，2002年被定为“十五”期间教育部重大教育科研基地和共青团全国青少年科技活动示范单位。2017年11月，获第一届全国文明校园称号。
府城校区正门、东湖校区南门六字校名书法为叶剑英之子，前广东省省长叶选平书写。

## 历史沿革

### 近代化前
1573年（万历元年），分巡岭西道副使、佥事李材在肇庆府学宫西侧、分巡岭西道署左侧的鼓铸局旧址（今肇庆中学西北角）创办端溪书院。“端溪”之名源于肇庆府城东郊烂柯山上的端溪，端溪所产的端砚曾享有盛名。
翌年，两广总督殷正茂将开办不久的端溪书院强行改为监军道，李材因此负气离职。此后至清代端溪书院再无重开。
1708年（康熙四十七年），两广总督赵弘灿以停办之鼓铸局（今肇庆中学西北角，原为明永历帝文华殿）。为新址复办书院，称天章书院。书院前为讲堂，讲堂上为天章阁（掞天阁）；中为宣敎堂；堂后偏东有一莲池；池后有近光亭；庭院两翼为斋舍。重修后的书院藏书丰富，为两广规模较大的学府。
1732年（雍正十年），两广总督郝玉麟重修书院。
1738年（乾隆三年）两广总督马尔泰将天章书院复名为端溪书院。
1752年（乾隆十七年），文学家、学者全祖望担任端溪书院主讲。其上任时厘订书院规章制度，学风严谨。
1757年（乾隆二十二年），肇庆知府吴绳年于近光亭后购地，主持扩建端溪书院。将其改建为一组一路五进的建筑群。第一进是面阔三间的硬山门厅，左右衬厅各一间，门厅前有照壁一幅，照壁左右各有牌坊一座。第二进是广德堂，硬山顶，面阔三间，左右衬厅亦各一间。第三进是棪天阁，歇山顶，面阔五间，两层间有腰檐和平座，楼下大厅称教忠堂。阁前东侧是监院、西侧是书库。第四进是宣教堂，面阔五间，东西为厨房，堂前是天井，天井前有门一座，门前东西各有七间斋舍。第五进是后楼，面阔九间，中间三个开间上层称景贤阁，下层称全先生祠（祀全祖望），东边三个开间是更衣所，西边三个开间是祭器所。第四进和第五进间是庭院，自南向北沿中轴线依次布置有澂鑑亭（面阔三间，卷棚顶）、半月形莲池、近光亭（即后来的爱莲亭，面阔三间，歇山顶）。庭院东西各有斋舍九间。
1800年（嘉庆五年），两广总督吉庆修缮书院。
1815年（嘉庆二十年），两广总督蒋攸铦扩建书院，新开一门，并新建斋舍。
1903年（光绪二十九年），原星岩书院归并于端溪书院。

### 晚清、民国时期
1905年（光绪三十一年），广肇罗道道台蒋式芬和肇庆知府多龄在端溪书院原址创办肇庆府中学堂，以原端溪书院与星岩书院经费办学，学制五年，有学生1班。该学堂为肇庆地方政府最早创办的近代化中学，亦为现代肇中的正式开端。
1913年（民国二年），改名为省立肇庆中学。
袁世凯称帝后，南方各反袁势力齐聚肇庆，筹备建立军政府。1916年4月21日，岑春煊、李根源、章士钊等人自日本回国至肇庆，高要县知事潘祖荣、肇军统领邹可荣通知肇庆中学让出校舍供岑等居住。5月1日，两广护国军都司令部在肇中举行成立仪式，此后，作为岑春煊驻所的肇中成为了两广护国军都司令部及护国军军务院的驻地，直到同年9月22日肇庆军务院解散，岑春煊将肇中校舍交还校长陈德彬。肇中让出校舍期间，师生迁往一区公所及府学明仁堂继续运作。
1925年（民国十四年），又改名为省立第七中学。1932年（民国二十一年），省立第七中学东邻的高要县学宫划入学校范围以扩建校舍（同时将肇庆府学宫划给高要县管理）。1935年（民国二十四年），复名为省立肇庆中学。
1923年（民国十二年），军阀混战之时，肇庆中学棪天阁失火，烧毁藏书阁与自习室十余间，校内藏书大多烧毁。
抗日战争爆发之后，日军多次轰炸肇庆中学，对学校造成严重伤害，使原书院内建筑与藏书几乎尽毁。
- 1938年（民国二十七年），日机轰炸肇中。
- 1939年（民国二十八年）1月14日，日机再度轰炸肇中，校内中弹八枚，校务室、庶务室、会计室、招待室、学生会等被炸毁。
- 同年2月4日，肇中再遭轰炸。

后因日军逼近肇庆，学校被迫几度迁移，期间又遭日机轰炸。
- 1939年6月，学校迁往德庆县金林乡。
- 1943年（民国三十二年）1月16日与20日，肇中两遭轰炸，两座宿舍、一座成绩室与课室被炸毁。
- 1944年（民国三十三年），又迁往广宁县木格罗家祠。
- 1945年（民国三十四年）9月，抗日战争结束，肇中迁回原址。

1948年（民国三十七年）5月，肇中学生罢课四天，反对学校随意处分学生，反对滥收学米、膳费。

### 新中国时期
1949年11月，学校正式定名为广东肇庆中学。
1964年5月，被广东省教育厅定为省重点中学。
1968年3月，肇庆市下令“复课闹革命”，包括广东肇庆中学在内的各校成立“革命委员会”。
1971年2月，肇庆市革委会将广东肇庆中学改名为肇庆市第三中学。1978年4月，肇庆市第三中学复名为广东肇庆中学，被重新定为省重点中学。
2001年9月，实行初高中分开办学。并把高中部迁移到仙女湖畔的新校区，实施全寄宿教学。
2007年，学校开始招收内地新疆高中班。

## 地理位置、设施资源
广东肇庆中学现有府城、东湖两校区，都位于端州区；还与位于四会市的肇庆高新技术产业开发区教育局合作建立了大旺实验学校。
除此之外，广东肇庆中学还在肇庆各地建立附属学校，力图建立教育集团。

### 府城校区

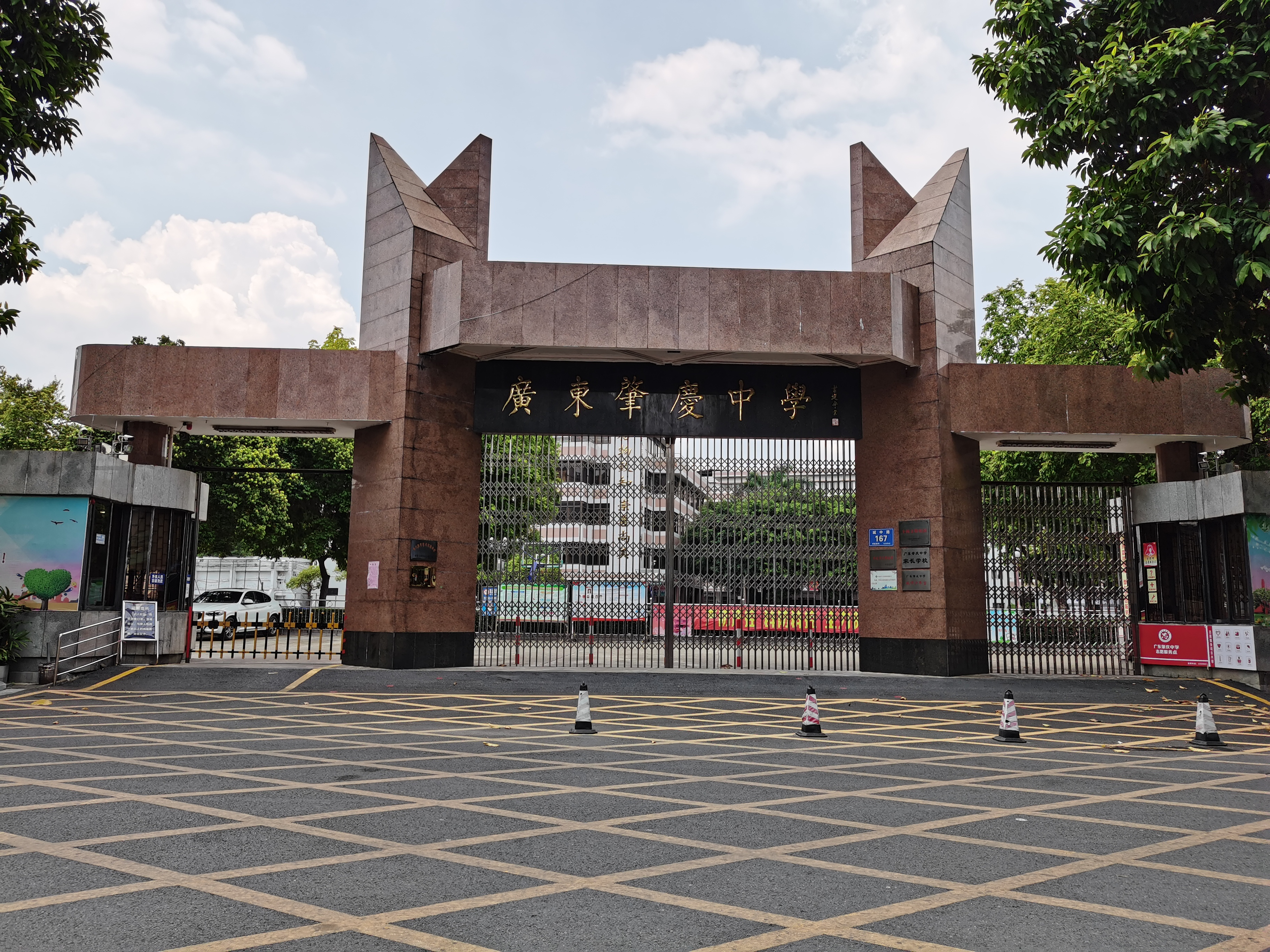
府城校区校门

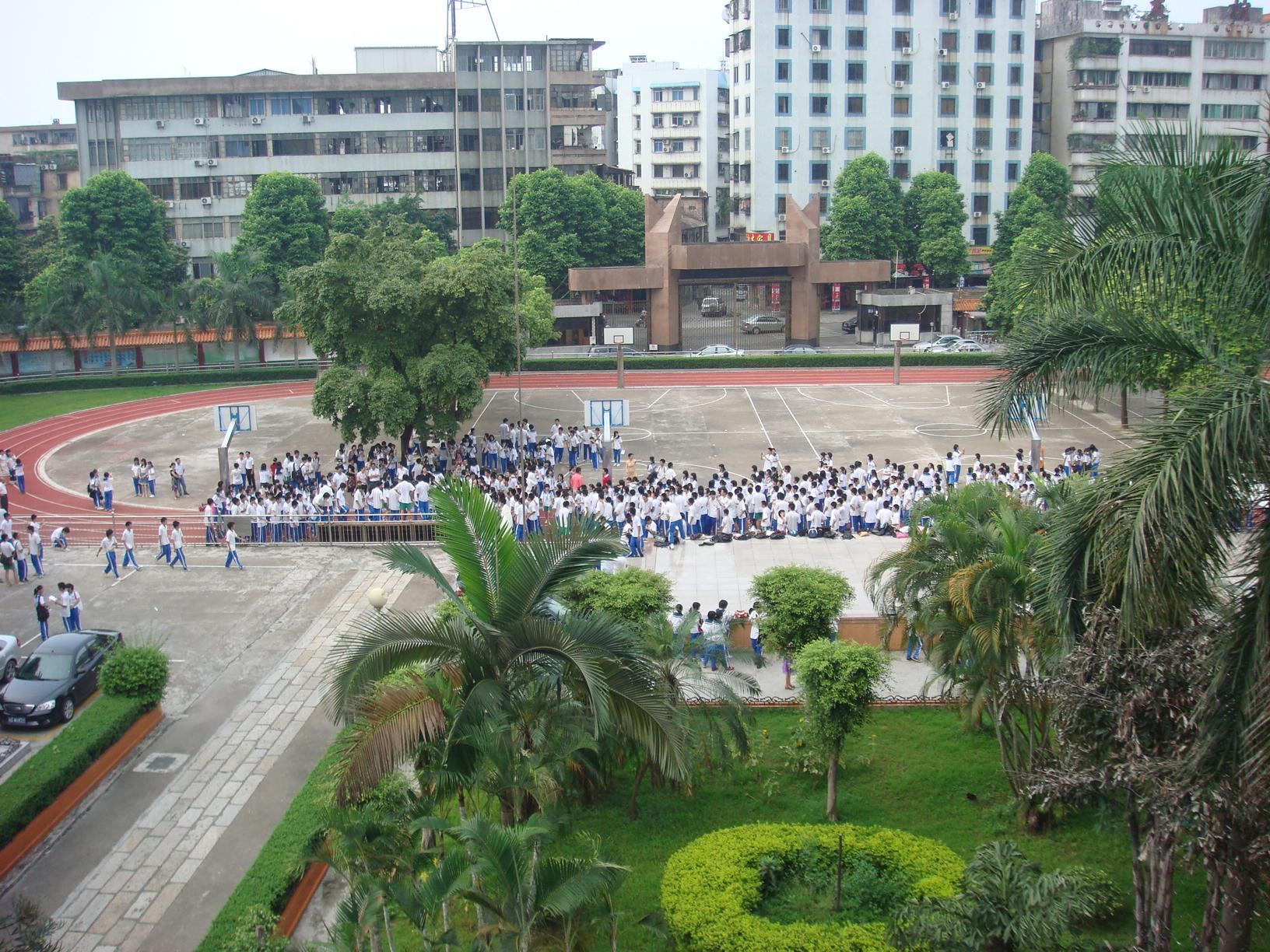
府城校区操场，左下角可见校道

府城校区又被称作旧校区，位于城中路167号，为原端溪书院所在地，范围基本上包括了原端溪书院和高要县学宫。
现有基本教学楼三幢（东教学楼、西教学楼、北教学楼），实验楼一幢，图书楼一幢（又名爱莲楼），物理电教楼一幢，行政楼一幢（又称校友楼，为校友集资建设），教师宿舍（饭堂）、学生宿舍各一幢。还有一个生物园、一个地理园、一大一小两个操场、一个乒乓球场和若干可供体育活动的空地。
有一条用麻石铺成的主校道，被称为石板路，具有历史价值，部分石板上仍有模糊的浮雕纹样，但不规则。行政楼左有一芒果树，被视为肇中的象征，常用于做集结点。
饭堂主要服务住校老师及中午留宿的住宿生，规模较小；宿舍主要供中午不便归家的学生寄宿。
府城校区曾作为初中部，现就读于此的是初中本地班，采取走读教学。

### 东湖校区

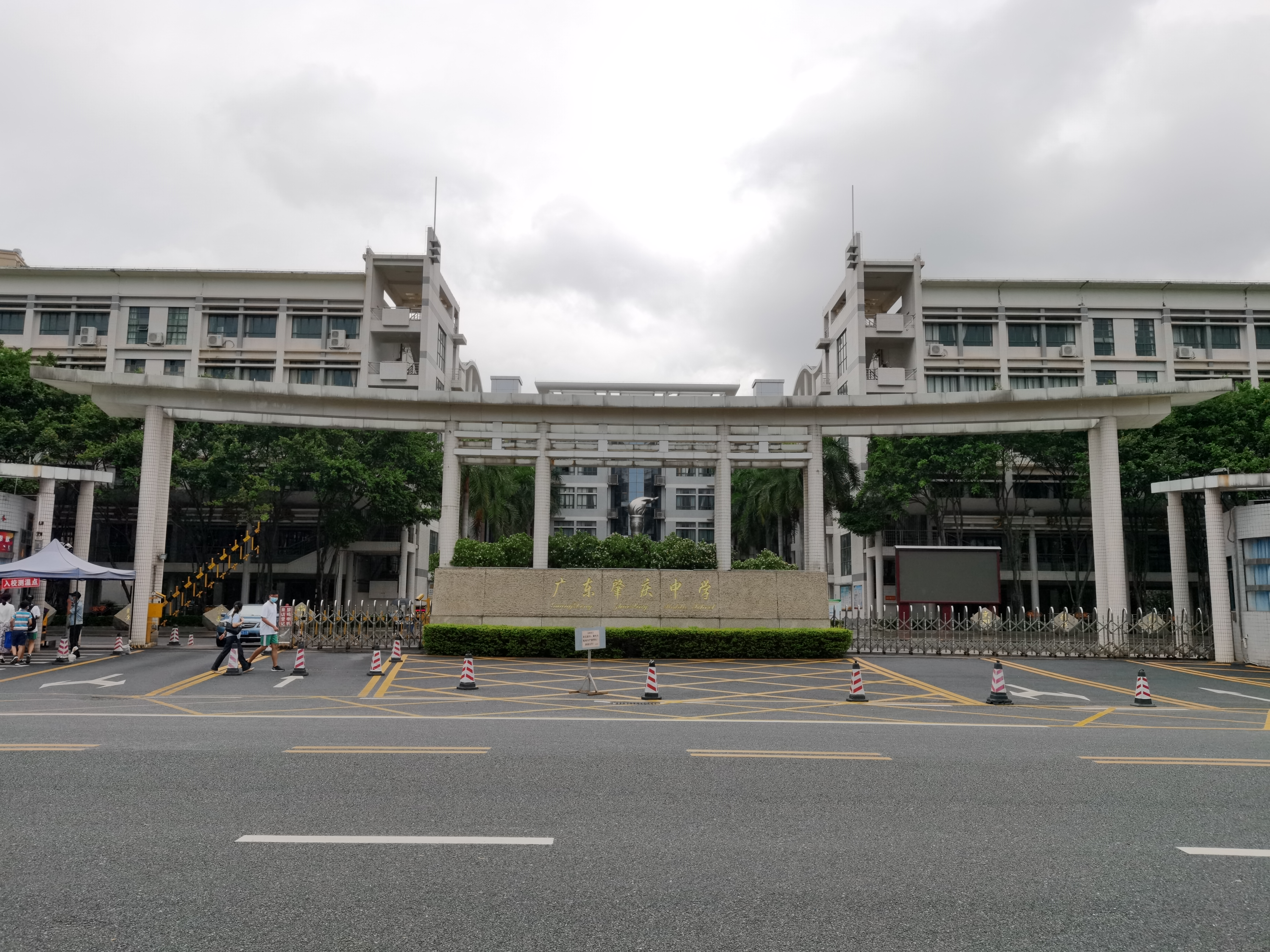
东湖校区旧校门

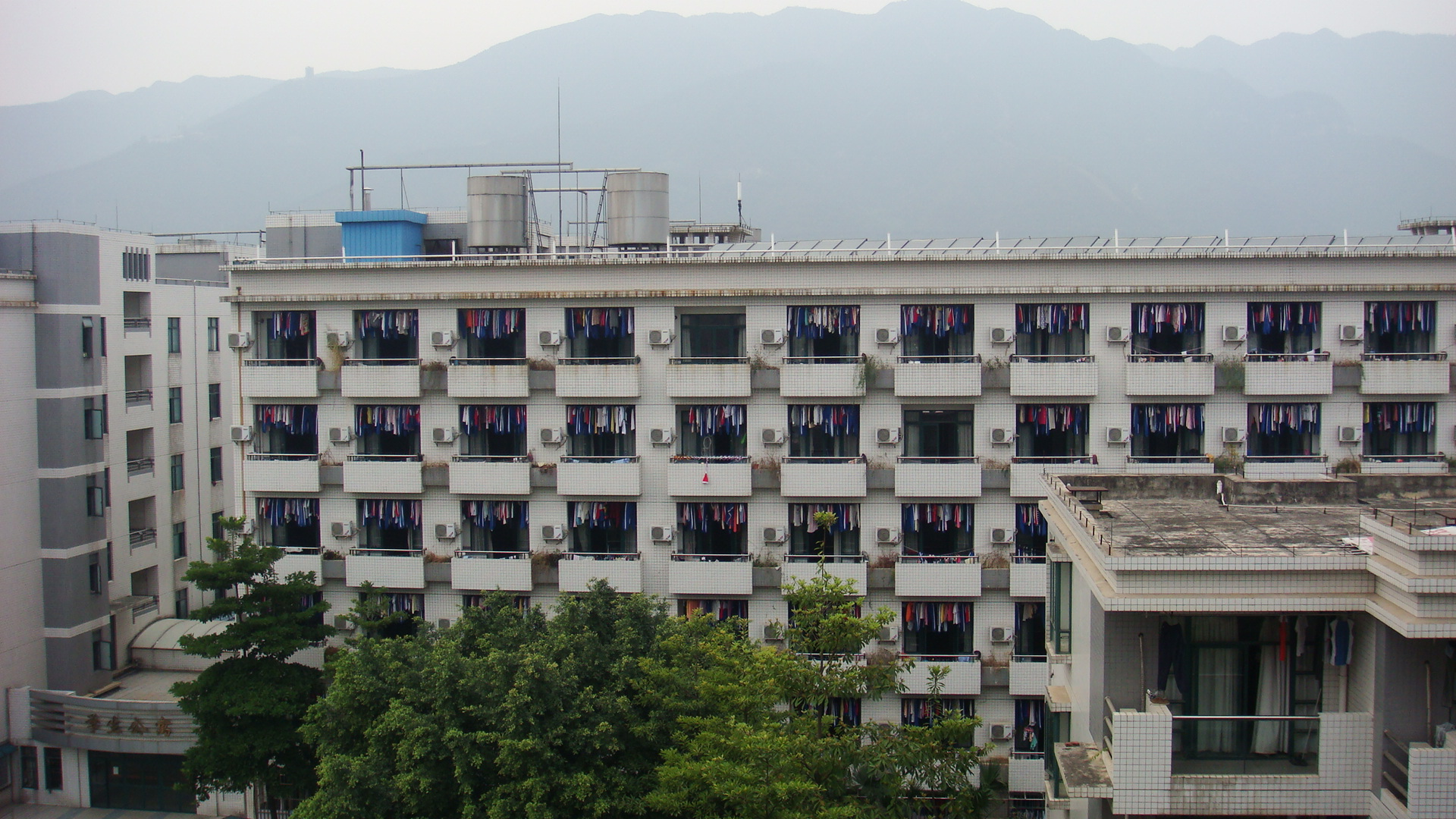
东湖校区本地生宿舍（东侧）

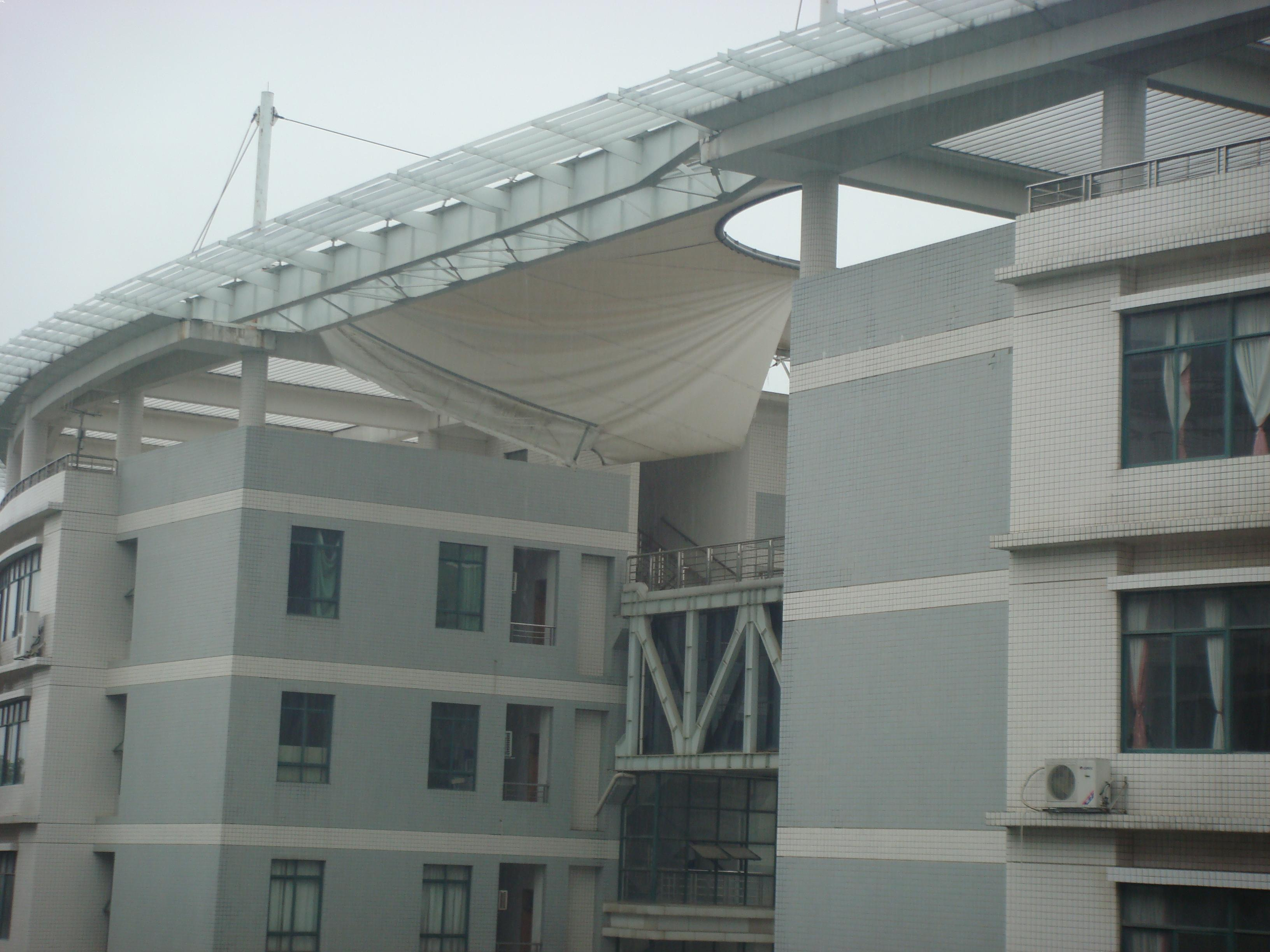
东湖校区图艺楼

东湖校区又被称作新校区，位于仕贤路1号，有南门与东门两门。20世纪末开始建设，2001年9月竣工。校领导主要在此办公。
东湖校区被石东干渠隔为两个区域。石东干渠以南是主校区，有教学楼两幢（一幢为凹形教学楼，西侧为高一教学楼，东侧为高二教学楼，中部连接处为行政楼；另一幢是高三楼；两楼间有走廊连接）、图艺楼一幢，均用作教学办公用途；有饭堂两幢、学生宿舍一幢，教师宿舍两幢，用作教师与本地生食宿；有体育馆一幢。同时有一个生物园、一个地理园、一个大操场及篮球场等若干小型体育场。
石东干渠以北是新疆部，有两栋宿舍楼（兼食堂）、一栋办公楼和一座体育馆，还有若干小型空地、体育场，为内地新疆高中班食宿、活动及新疆班教师办公用。
东湖校区现南门为83届校友捐赠，于2021年建设完成。门前文化广场有一毛笔形雕塑，同府城校区的芒果树一样作为校区的象征，广场同时陈列有六位端溪书院山长的铜像。校园还遍布大量校友栽种树及捐石。
东湖校区曾作为高中部，现就读于此的是高中与初中外县班，采取全寄宿教学。

### 信安校区
信安校区坐落于东岗东路5号，于2022年4月开工，于2023年8月建成，并于2023年9月1日开学招生。
信安校区建设总投资5.4亿元，总用地面积69642平方米，设96个班，共计4800个学位。它的建成投用开启了广东肇庆中学“一校三址”的新篇章。
信安校区分为端州班和外县班，端州班同学不必住宿，外县班同学可在校住宿。

### 大旺实验学校
大旺实验学校位于四会市肇庆高新技术产业开发区建设路，建立于2011年，为高中三年制，与大旺中学共用校区。
由广东肇庆中学管理，教师由广东肇庆中学输送，学生为广东肇庆中学学生。但有许多活动与大旺中学共办。

### 鼎湖中学肇中实验班
广东肇庆中学与鼎湖中学于2016年7月签署合作协议，在鼎湖中学设置肇中实验班，由广东肇庆中学管理。

### 第一附属学校（在建）
广东肇庆中学第一附属学校位于广宁县南街街道北环大道，占地面积约300亩，总建筑面积156412.75平方米，为广东肇庆中学与广东百盈花园房地产开发公司合作在广宁县兴建的附属学校。
确定为十二年一贯制，办学96个班，2019年10月9日签约，2021年1月4日开始动工，预计2023年竣工。

### 附属幼儿园、小学
端溪幼儿园（又称广东肇庆中学附属幼儿园）及端溪小学（又称广东肇庆中学附属小学）位于端州区黄岗街道石东路（东湖校区西北侧），为广东肇庆中学于本校附近新建的附属学校，2021年3月4日开始动工。2022年9月1日正式招生开学。
端溪小学总用地面积28580平方米，占地面积12446平方米，总面积36500平方米，预计60个班；端溪幼儿园总用地面积7027平方米，总建筑面积6782平方米，预计18个班。

## 学生着装

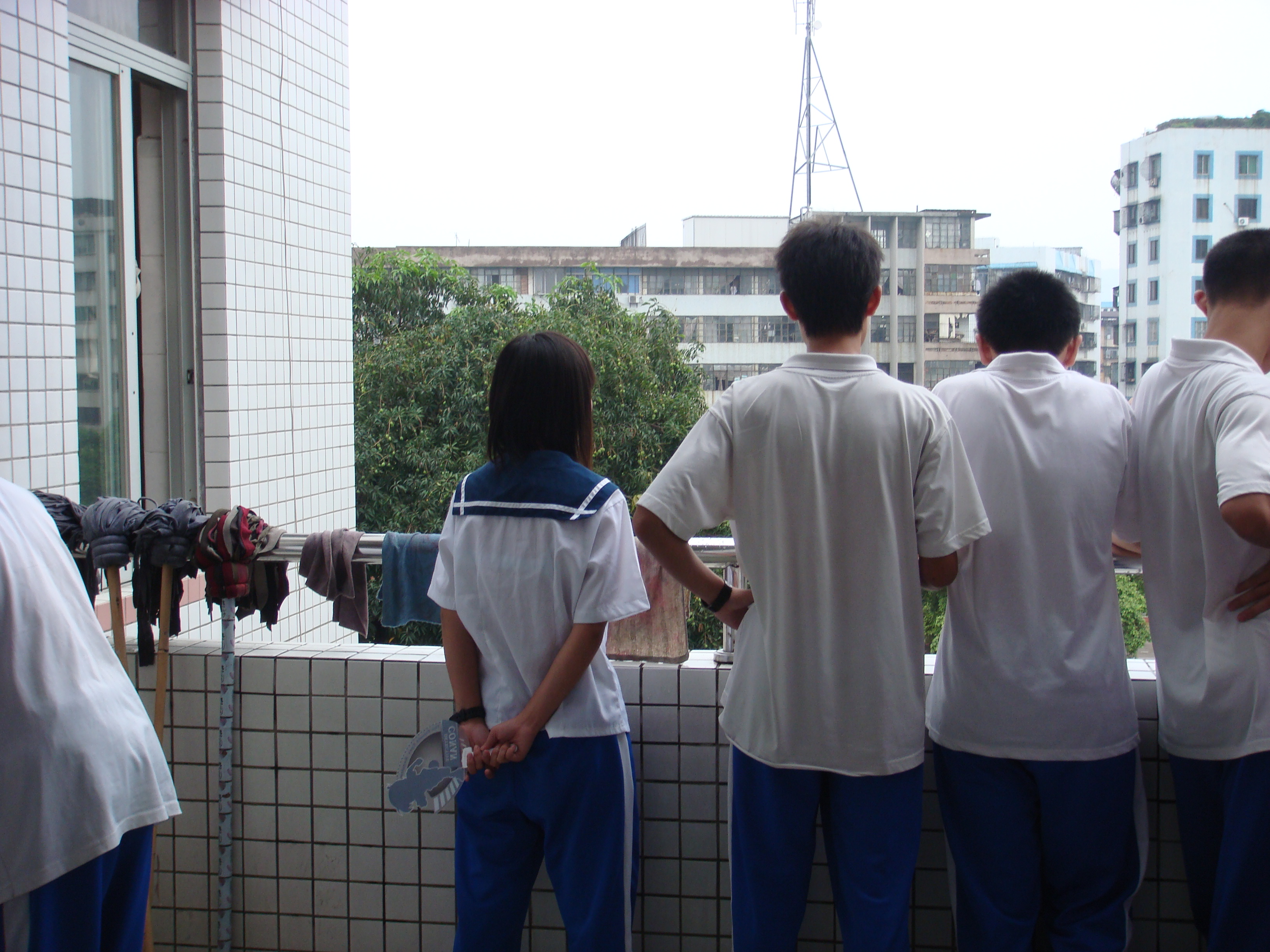
常见的夏季着装，前方站立者左一穿着礼服上衣

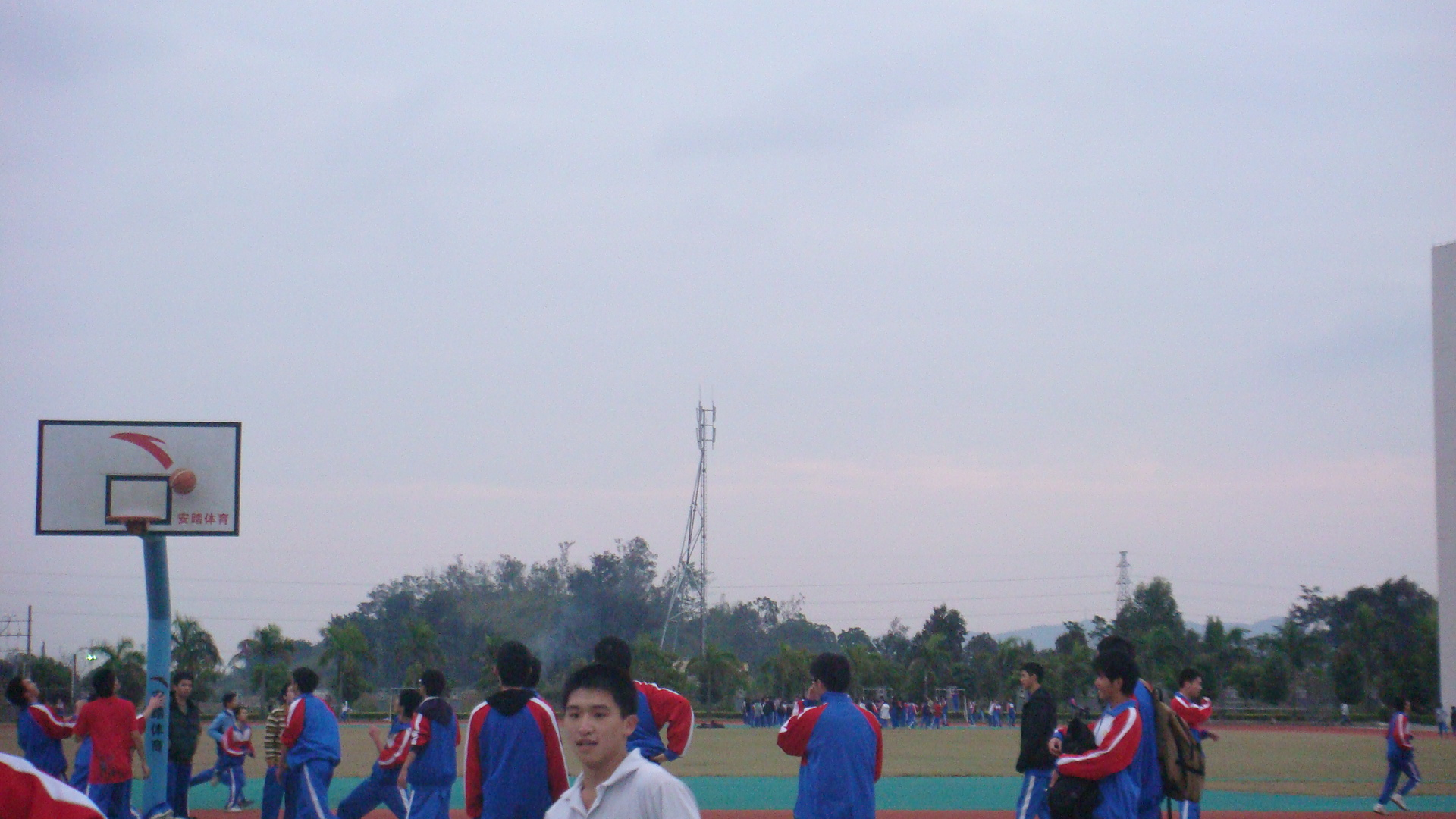
常见的冬季着装

广东肇庆中学有夏装（白色短袖、绿色短裤）、冬装（红白蓝长袖、蓝白长裤）、礼服（女性，蓝白短袖、裙子）等学生着装样式。

## 学校活动

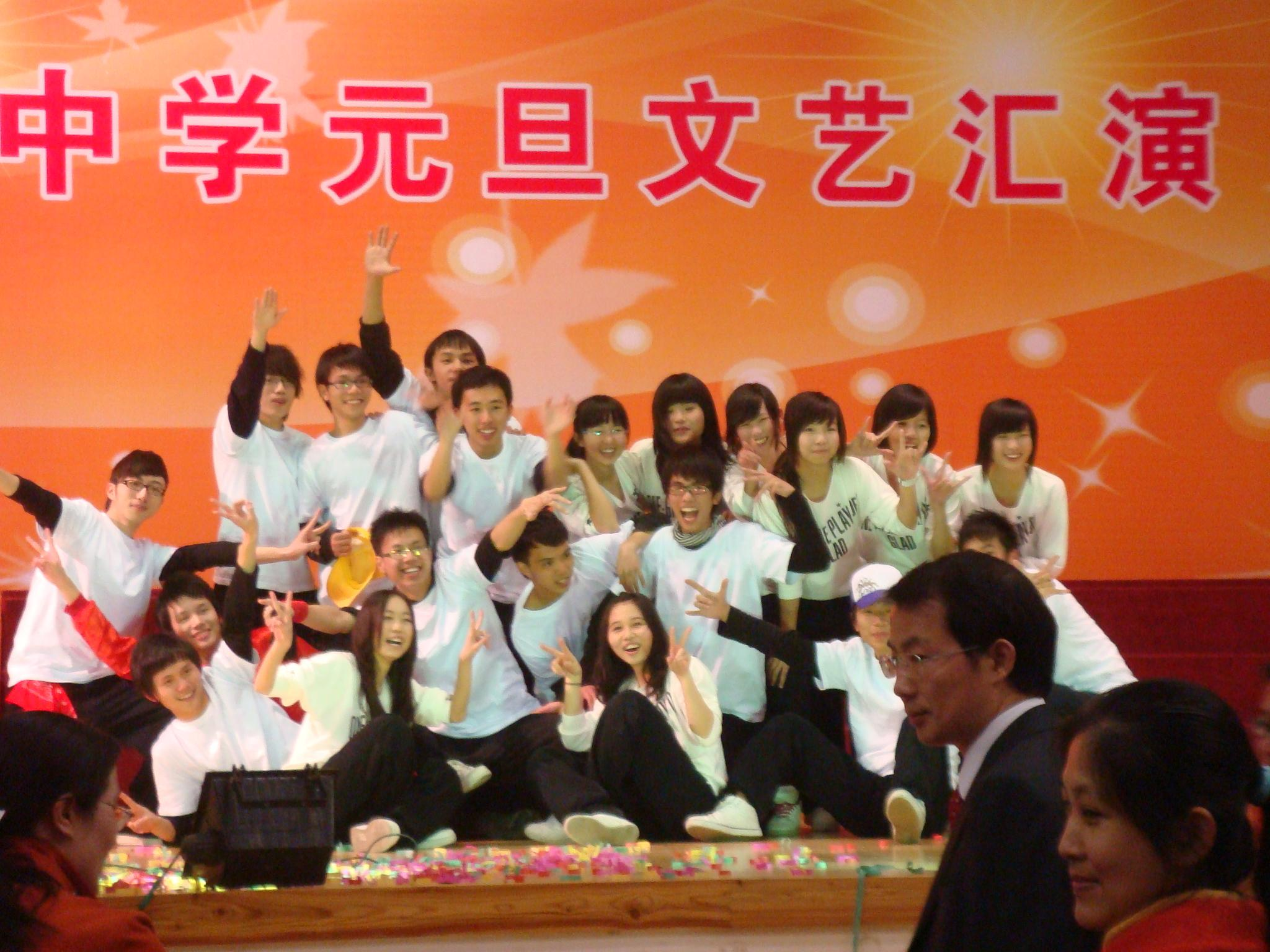
元旦晚会

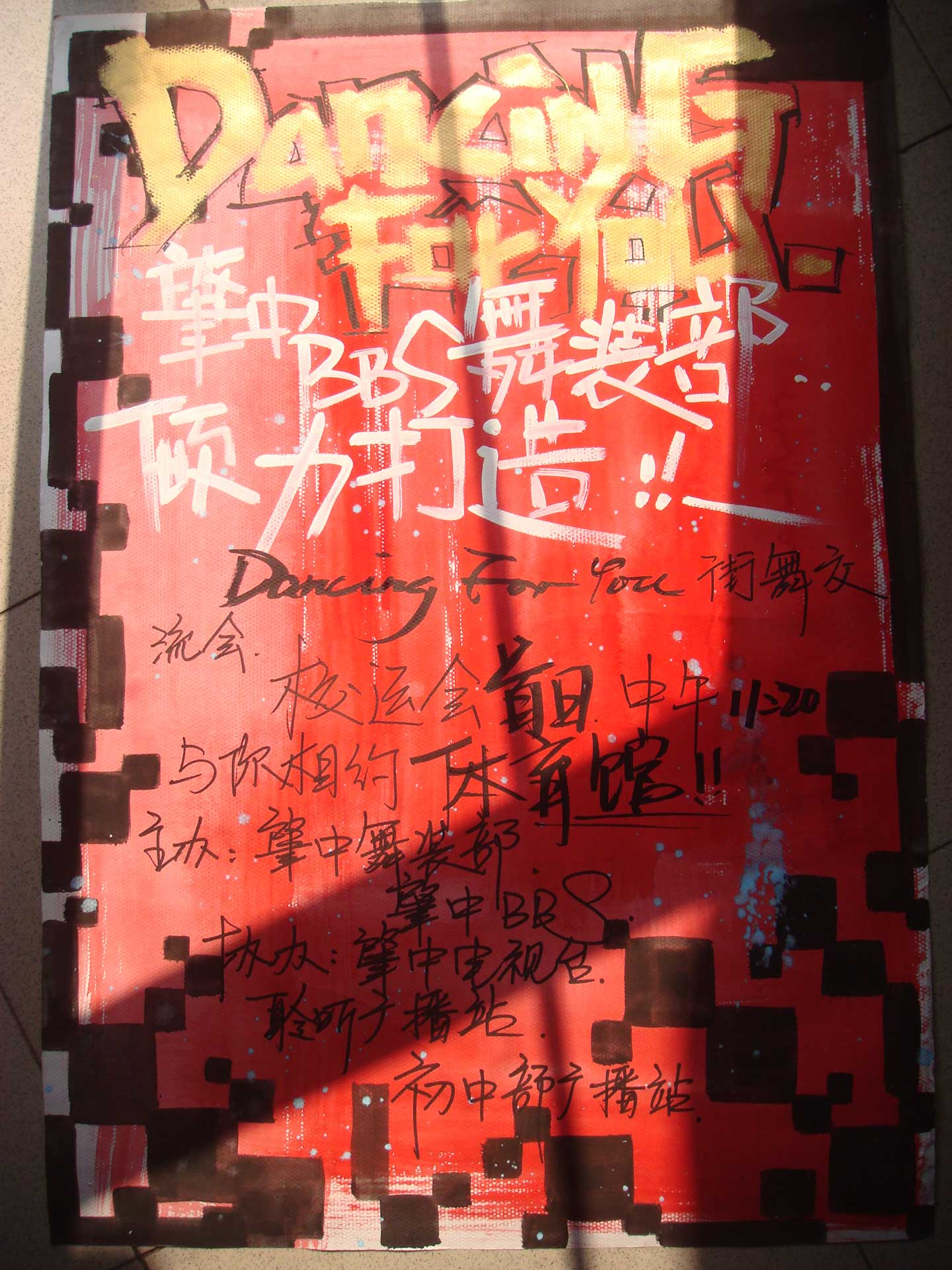
社团活动

广东肇庆中学的课余活动众多，有健康体育节、人文国学节、文化艺术节、科技创新节、文化创意市集等项目，各节期间的系列活动有“我能我秀”才艺表演赛，十大歌手，校园辩论赛等。
同时，肇中还有较多的社团与社团活动。

## 历任领导

### 端溪书院时期
明朝
- 1573年（万历元年）：李材，江西丰城人，字孟诚，号见罗，时任粤西佥事。创办端溪书院，自任山长。

清朝（雍正七年前无资料）
- 1729年（雍正七年）：刘斯组，江西新建人，字斗田，一字锡佩。1724年（雍正二年）甲辰科进士，精研《周易》。
- 1738年（乾隆三年）：沈廷芳，浙江仁和人，字畹叔，号椒园。1736年（乾隆元年）荐举博学鸿词科，官至河南按察使。
- 1745年（乾隆十年）：吴延熙，浙江归安人，字鸣佩，号敬斋。1724年（雍正二年）甲辰科进士，官至云南道御史。
- 1752年（乾隆十七年）：全祖望，浙江鄞縣人，字绍衣，号谢山。1736年（乾隆元年）丙辰科进士。乾隆年间任书院主讲，曾为书院书楹联“雅饮纯和气，清吟冰雪文”。
- 1753年（乾隆十八年）：何梦瑶，广东南海人，字报之，号西池，晚号研农。1730年（雍正八年）庚戍科进士，官至奉天辽阳州知州。
- 1762年（乾隆二十七年）：陆嘉颖，浙江仁和人，号心斋。1733年（雍正十一年）癸丑科进士，官至左中允。
- 1781年（乾隆四十六年）：马俊良，浙江石门人，字嵰山。1761年（乾隆二十六年）辛巳科进士，官至内阁中书。
- 1799年（嘉庆四年）：冯敏昌，广东（今属广西）钦州人，字伯求，号鱼山。1778年（乾隆四十三年）戊戌科进士，官至刑部主事。
- 1804年（嘉庆九年）：聂肇奎，湖南衡山人，字季观，号藻庭。1792年（乾隆五十七年）壬子科举人。
- 1806年（嘉庆十一年）：刘彬华，广东番禺人，字藻林，一字朴石。1801年（嘉庆六年）辛酉科进士，官至翰林院编修。
- 1810年（嘉庆十五年）：吴诒沣，安徽桐城人。1742年（乾隆七年）壬戌科进士，官至云南曲靖知府。
- 1813年（嘉庆十八年）：谢兰生，广东南海人，字佩士，号澧浦，又号里甫，别号理道人。1802年（嘉庆七年）壬戌科进士。
- 1814年（嘉庆十九年）：聂镜敏，湖南衡山人，字心如，号春湖。1801年（嘉庆六年）辛酉科拔贡，官至礼部主事。聂肇奎之子。
- 1815年（嘉庆二十年）：张岳崧，广东（今属海南）临高人，字子骏，一字翰山（一作澥山），又号指山。1809年（嘉庆十四年）己巳科探花，官至湖北布政使。
- 1816年（嘉庆二十一年）：赵敬襄，江西奉新人。1799年（嘉庆四年）己未科进士，官至吏部主事。著有《端溪书院志》
- 1821年（道光元年）：胡森，江西南城人。1789年（乾隆五十四年）己酉科进士，官至福建罗源知县。
- 1833年（道光十三年）：林召棠，广东吴川人，字爱封，号芾南。1823年（道光三年）癸末科狀元，官至翰林院修撰。
- 1848年（道光二十八年）：蔡锦泉，广东顺德人，字文渊，号春帆。1832年（道光十二年）壬辰科进士，官至内阁中书。
- 1849年（道光二十九年）：吴家茂，广东番禺人。1820年（嘉庆二十五年）庚辰科进士，官至广西归顺知县。
- 1857年（咸丰七年）：史澄，广东番禺人，又名淳，字穆堂，号澄园。1840年（道光二十年）庚子科进士，曾任国子监司业、左中允。
- 1859年（咸丰九年）：苏廷魁，广东高要人，字赓堂。1835年（道光十五年）乙未科进士，官至东河总督。
- 1862年（同治元年）：李光廷，广东番禺人，字著道，号宛湄，又号宛湄轩，号止庵。1852年（咸丰二年）壬子科进士，官至吏部主事。
- 1880年（光绪六年）：易学清，广东鹤山人，字兰池。1868年（同治七年）戊辰科进士，官至户部主事、广东谘议局议长。曾参加辛亥革命。
- 1887年（光绪十三年）：梁鼎芬，广东番禺人，字星海，号节庵。1880年（光绪六年）庚辰科进士，曾为溥仪帝师。由张之洞聘为端溪书院院长。
- 1888年（光绪十四年）：朱一新，浙江义乌人，字蓉生，号鼎甫。光绪二年（1876年）丙子恩科进士，官至陕西道监察御史。由张之洞聘为端溪书院院长。
- 1890年（光绪十六年）：林绍年，福建闽县人，字赞虞。1874年（同治十三年）甲戌科进士，官至浙江道监察御史
- 1892年（光绪十八年）：何荣階，广东番禺人。1877年（光绪三年）丁丑进士，官至翰林院编修。
- 1895年（光绪二十一年）：林国赓，广东番禺人。1892年（光绪十八年）壬辰科进士，官至吏部主事。
- 1898年（光绪二十四年）：傅维森，广东番禺人，字志丹。1895年（光绪二十一年）乙未科进士，官至翰林院编修。
- 1900年（光绪二十六年）：杨裕芬，广东番禺人，字敦甫、惇甫。1894年（光绪二十年）甲午恩科进士，官至学部主事。
- 1901年（光绪二十七年）：李良骥，广东番禺人，字铨伯。出身秀才。
- 1903年（光绪二十九年）：陶邵学，广东番禺人，字子政，又字子源。1894年（光绪二十年）甲午恩科进士，官至内阁中书。肇庆府中学堂建立后被委请为首任堂长。

### 肇庆府中学堂时期[6]
| 任职时间  | 姓名   | 职务 |
| --------- | ------ | ---- |
| 1905年-？ | 陶邵学 | 监督 |
| ？        | 赖清键 | 监督 |
| ？        | 任世杰 | 监督 |
| ？        | 伍瑶光 | 监督 |
| ？        | 李英伟 | 监督 |
| ？        | 赵鸿勋 | 监督 |

### 省立肇庆中学时期[6]
中华民国时期
- 1913-1919年：陈德彬，广东肇庆人。清同治年间府试补庠生。光绪三十一年（1905年），端溪书院改制为肇庆府中学堂时执教于此。民国二年（1913年）改为省立肇庆中学后为校长，五四运动时因受学生反对辞职[15]。
- 1919年：刘友林，广东肇庆人[16]
- 1923年：程锡祥
- 1924年：罗光颖。1925年省立肇庆中学改名为省立第七中学。
- 1926年：阮绍元，即阮退之，广东省阳江人。毕业于广东高等师范学校（中山大学前身）。青年时投身革命运动，为中共早期党员。民国十五年广东省肇庆中学（省第七中学）校长。
- ？：关元藻
- ？：邝家鼎
- ？：卢勉
- 1928年：陈兆楷[17]
- ？：袁敬仁
- ？：孔繁枝
- 1933年：陈兆楷
- 1935年：梁焕康[17]。
- 1938-1944年：孔繁枝[18]
- 1940年：林世恩，字星甫，广东高要人。
- 1938-1944年：彭伟棠（代理）[18]
- 1944-1946年：梁焕康[18]
- 1946年：欧广翰
- 1946-1948年：陈家骥[19]
- 1948-1949年：陆泳勤

中华人民共和国时期
- 1949年：陈普初。
- ？：冯寄怀
- 1954年：岑煜荣。
- ？：王浩
- 1960年：司徒宁
- 1964年：黄文华
- 1970年：唐泗
- 1972年：李业章
- 1997年：杨元锦
- 1999年：谢伟成
- 2001年：吴穗章
- 2002年-2015年11月：彭银祥
- 2015年11月-2024年1月：陈淑玲
- 2024年1月至今：杨荣

历任中共党支部书记 
| 任职时间              | 姓名   | 职务                           |
| --------------------- | ------ | ------------------------------ |
| 1926年9月-1927年4月   | 阮绍元 | 省立第七中学校长、地下党负责人 |
| 1935年9月             | 梁奇达 | 中共省立肇庆中学党支部书记     |
| 1949年11月-1950年2月  | 陈普初 | 中共肇庆中学党组织负责人       |
| 1950年3月-1954年7月   | 张其川 | 中共肇庆文教支部副书记         |
| 1954年8月-1958年1月   | 岑煜荣 | 中共广东肇庆中学党支部书记     |
| 1960年11月-1964年9月  | 司徒宁 | 中共广东肇庆中学党支部书记     |
| 1964年10月-1969年8月  | 黄文华 | 中共广东肇庆中学党支部书记     |
| 1970年1月-1972年12月  | 唐泗   | 中共广东肇庆中学革委会主任     |
| 1972年12月-1979年6月  | 李业章 | 中共广东肇庆中学党支部书记     |
| 1979年6月-1984年12月  | 张弓长 | 中共广东肇庆中学党支部书记     |
| 1984年12月-1987年     | 李凤英 | 中共广东肇庆中学党支部书记     |
| 1987年-1996年12月     | 李凤英 | 中共广东肇庆中学党总支部书记   |
| 1997年1月-1999年7月   | 杨元锦 | 中共广东肇庆中学党总支部书记   |
| 1999年9月-2001年1月   | 谢伟成 | 中共广东肇庆中学党总支部书记   |
| 2001年2月-2002年8月   | 吴穗章 | 中共广东肇庆中学党总支部书记   |
| 2002年9月-2002年11月  | 彭银祥 | 中共广东肇庆中学党总支部书记   |
| 2002年12月-2015年11月 | 彭银祥 | 中共广东肇庆中学党委书记       |
| 2015年11月至今        | 陈淑玲 | 中共广东肇庆中学党委书记       |

## 知名校友
- 梁寒操
- 黎雄才
- 张祖武
- 黄玉昆
- 梁祖诰
- 蔡瑶忠
- 陈喜棠
- 梁訢
- 李旎
- 陆斯云

### 书籍
- 《端溪书院志》
- 历代《肇庆府志》
- 刘伟铿 谢子熊 主编; 肇庆市端州区地方志编纂委员会 编. . 广州: 广东人民出版社. 1996. ISBN 7-218-02244-8.
- 王振华 主编; 肇庆市地方志编纂委员会 编. . 广州: 广东人民出版社. 1999. ISBN 7-218-03056-4.
- 肇庆市教育局 编; 肇庆市地方志办公室 审. . 广东肇庆: 肇庆市西江图片厂. 1996: 154.
- 邓贵楠 符永和 陈日扬 主编; 肇庆市端州区教育局 编. . 北京: 中华书局. 2009. ISBN 978-7-101-07016-3.
- 《肇庆文史》
- 刘伟铿 吴泳平 主编. . 广州: 广州文化出版社. 1989. ISBN 978-7-543-10229-3.
- 刘伟铿 著. . 肇庆: 新世纪出版社. 1999. ISBN 7-5405-1507-4.
- 贾穗南 编著. . 广州: 暨南大学出版社. 2014年10月. ISBN 978-7-5668-1063-2.
- 贾穗南 编著. . 广州: 暨南大学出版社. 2014年10月. ISBN 978-7-5668-1062-5.

### 链接
1. 1 2 3  .   [2018-09-01]. （原始内容存档于2019-03-27）.
2. 1 2  .   [2024-06-02]. （原始内容存档于2024-06-02）.
3. ↑  .   [2024-06-02]. （原始内容存档于2024-06-02）.
4. ↑  . v.qq.com.   [2020-03-04]. （原始内容存档于2020-03-04）.
5. ↑  . 微信公众平台.   [2020-03-04]. （原始内容存档于2020-09-13）.
6. 1 2 3  梁诩. . 端州文史. 1989年9月（出版）, (第三辑).
7. 1 2  肇庆市端州区地方志编纂委员会 编. . 北京: 方志出版社. 2012.4. ISBN 7-5144-0447-0 请检查|isbn=值 (帮助).
8. ↑  新华社. . （原始内容存档于2018-04-20）.
9. ↑  王振华 主编（1999年），第28页
10. 1 2  刘伟铿 吴泳平 主编（1989年），第193页
11. 1 2  刘伟铿 吴泳平 主编（1989年），第194页
12. 1 2  刘伟铿 吴泳平 主编（1989年），第197页
13. 1 2  刘伟铿 吴泳平 主编（1989年），第206页
14. 1 2  肇庆市教育局 编（1996年），第154页
15. ↑  刘桂兴. . 端州文史. 1990年6月（出版）, (第四辑).
16. ↑  冼铁生. . 端州文史. 1997年6月（出版）, (第八辑).
17. 1 2  梁诩. . 肇庆市地方志通讯. 1986年8月（出版）.
18. 1 2 3  梁焕康. . 端州文史. 1993年10月（出版）, (第六辑).
19. ↑  刘桂兴. . 端州文史. 1992年3月（出版）, (第五辑).
20. ↑  历任中国共产党党支部书记 （页面存档备份，存于）, 广东肇庆中学官方网页